# 相模原市立並木小学校
相模原市立並木小学校（さがみはらしりつなみきしょうがっこう）は、神奈川県相模原市中央区並木2丁目にある公立小学校である。

## 沿革
出典
- 1974年（昭和49年）
  - 4月1日 - 相模原市立並木小学校開校。開校時点の児童数703名、学級数20学級、校長以下教職員29名でスタートした。
  - 4月5日 - 光が丘小学校校庭で、最初の始業式挙行。
  - 4月15日 - この日を開校記念日と定めた。
  - 7月15日 - プール竣工検査完了。
  - 7月18日 - プール開き。
  - 8月29日 - 体育器具庫完成。
  - 10月1日 - 校章制定。
  - 10月31日 - 屋内運動場完成。
- 1975年（昭和50年）
  - 3月1日 - 校歌制定（作詞:小島喜一、作曲:高橋鐵雄）。
  - 3月22日 - 第1回卒業証書授与式挙行（最初の卒業生は男子45名、女子52名の計97名）。
  - 12月5日 - 増築校舎（鉄筋4階14教室）完成。
- 1978年（昭和53年）
  - 3月23日 - 岩石園完成。
  - 4月1日 - 青葉小学校新設のため学区変更。本校から、第2学年から第5学年までの児童455名が青葉小へ転出。
  - 8月31日 - 運動場散水器完成。
  - 11月18日 - 創立5周年記念式典挙行。
- 1979年（昭和54年）
  - 3月15日 - 校庭藤棚完成。
  - 3月31日 - 小鳥飼育小屋完成。
- 1980年（昭和55年）3月29日 - 中庭の池完成。
- 1981年（昭和56年）
  - 2月7日 - 「特色ある学校づくり」の温室完成。
  - 7月30日 - 校庭防球ネット設置。
  - 8月25日 - ことばの教室完成。
  - 9月1日 - 並木小学校メーン校章除幕式。
  - 9月18日 - 開級式挙行。
- 1982年（昭和57年）
  - 1月19日 - 特色ある学校づくり報告会（実践力豊かなたくましい子の育成）。
  - 6月30日 - さくらんぼ大木植樹。
- 1983年（昭和58年）
  - 3月18日 - アスレチック完成（卒業記念防球ネット）。
  - 10月6日 - 視聴覚室、図書室改造。
  - 11月12日 - 創立10周年記念式典挙行し、記念碑建立。
- 1985年（昭和60年）
  - 3月13日 - 校名刻字掲額。
  - 9月2日 - アスレチック完成（10周年記念PTA製作、やぐら、ロープウェイ等）。
- 1990年（平成2年）
  - 2月1日 - 校庭雨水対策工事完了。
  - 5月31日 - プール改装工事完了。
- 1993年（平成5年）
  - 5月12日 - B棟校舎大規模改修工事着工。
  - 10月29日 - B棟校舎大規模改修工事完了。
  - 10月30日 - 創立20周年記念式典挙行。絵画「遠い日」寄贈。
- 1994年（平成6年）
  - 5月13日 - A棟校舎大規模改修工事着工。
  - 10月28日 - A棟校舎大規模改修工事完了。
- 1995年（平成7年）
  - 5月25日 - C棟校舎大規模改修工事着工。
  - 10月31日 - C棟校舎大規模改修工事完了。楽焼き小屋完成。
- 1996年（平成8年）3月25日 - 造形砂場完成。
- 2002年（平成14年）
  - 8月31日 - 体育館床塗装工事完了。
  - 12月2日 - 飼育小屋移転。
- 2003年（平成15年）11月15日 - 創立30周年記念式典挙行。
- 2004年（平成16年）
  - 1月17日 - 「創立30周年記念」の大時計完成。
  - 8月30日 - 体育館屋根塗装工事完了。
- 2005年（平成17年）
  - 8月25日 - 職員室へPC5台設置。
  - 8月31日 - つくし級・ことば級、個別指導室の改修工事完了。
  - 11月21日 - 監視カメラ録画装置設置。
- 2006年（平成18年）
  - 4月24日 - 校庭ブランコのまわり柵完成。
  - 6月14日 - 監視カメラ移動。
  - 7月19日 - 職員室へPC19台設置。
- 2007年（平成19年）
  - 3月12日 - 中庭の池改修工事。
  - 8月23日 - PC室パソコン機種交換。
  - 8月28日職員室へPC15台設置。
  - 10月16日 - 相模原市合併記念植樹。
- 2008年（平成20年）
  - 11月10日 - 体育館改修工事完了。
  - 11月11日 - 創立35周年記念誌発行、記念鉛筆配布。
- 2010年（平成22年）
  - 2月7日 - デジタルテレビ入替工事。
  - 3月10日 - 本プレ寄贈式（20万円分の図書寄贈される:JWord株式会社より）。
- 2011年（平成23年）
  - 1月24日 - アスレチック付近の樹木整備。
  - 8月3日 - 職員室パソコン機種交換（4台）。
- 2012年（平成24年）
  - 8月9日 - 職員室パソコン機種交換（11台）。
  - 10月30日 - 校内緊急インカム普通教室設置。
- 2013年（平成25年）
  - 5月25日 - 40周年記念運動会。
  - 6月3日 - 40周年記念全校写真撮影。
  - 6月4日 - 40周年記念航空写真撮影。
  - 10月2日 - 校内研究自主研究発表会。
  - 11月9日 - 40周年記念学習発表会。40周年記念フェスタ（記念式典・弥栄高校吹奏楽部公演）開催。
  - 12月10日 - パソコン室改装工事及び機器更新。
- 2019年（令和元年）8月8日 - 教室にエアコン設置
- 2020年（令和2年）
  - 3月2日 - 新型コロナウイルス感染拡大防止により臨時休業開始。
  - 3月24日 - 第46回卒業証書授与式を挙行したが、新型コロナウイルス感染拡大の影響で、卒業生と教職員のみで行われた。
  - 3月25日 - この日行われる予定だった修了式と離任式は新型コロナウイルス感染拡大の影響で行わず、修了証受け取りのみ実施された。
- 2021年（令和3年）8月25日 - 新型コロナウイルス感染拡大により1週間臨時休校の措置を採った。
- 2022年（令和4年）3月1日 - C棟トイレ改装工事終了。
- 2027年（令和9年）4月 - 閉校（予定）[2]。

## 通学区域
- 相模原市中央区[3]
  - 青葉1丁目（全域）
  - 並木1丁目（全域）
  - 並木2丁目（全域）
  - 並木3丁目（全域）
  - 光が丘1丁目（全域）
  - 光が丘2丁目（1番～17番）

## 進学中学校
- 相模原市中央区[4]
  - 相模原市立弥栄中学校

## 学校周辺
- 相模原市立並木こどもセンター - 同一敷地内
- 光が丘第1公園
- 相模原市光が丘中央自治会館
- 神奈川県道・東京都道57号相模原大蔵町線

## アクセス
- 神奈川中央交通「淵34」系統で、「光が丘」バス停から、学校正門まで徒歩約235m・約4分。
- JR東日本横浜線淵野辺駅（南口）より、
  - 上述の神奈中バス「淵34」系統に乗車し8分、「光が丘」バス停下車後、徒歩。
  - 徒歩約1.9km強・約30分。
- JR東日本相模線上溝駅から、徒歩約2km弱・約30分。